# Richard Griffiths
Pour les articles homonymes, voir Griffiths.
Richard Griffiths, né le 31 juillet 1947 et mort le 28 mars 2013 à Coventry, est un acteur britannique.
Il est l'un des acteurs favoris des Britanniques et apparaît au cinéma dans des films de styles très différents. Il est resté dans les mémoires pour avoir incarné Vernon Dursley, l'oncle antipathique de Harry Potter dans cinq des huit films de la saga.

## Biographie

### Jeunesse
Richard Griffiths est né dans le Yorkshire du Nord de parents ouvriers, tous les deux sourds, l'amenant à apprendre la langue des signes britannique. Il traverse une enfance mouvementée, faisant de nombreuses tentatives de fugues, et quittant l'école à 15 ans. Engagé comme portier, son patron l'encourage à retourner à l'école, il suit alors un cours d'art dramatique au Stockton & Billingham College. Il suit aussi des cours au Manchester School of Theatre.

### Carrière
Après ses études, il trouve une place sur BBC Radio, simultanément il travaille dans de petits théâtres, comme acteur ou directeur. Il s'installe à Manchester pour jouer de plus gros rôles et fait de petites apparitions dans des séries télévisées. Il est alors remarqué par Trevor Nunn, directeur artistique de la Royal Shakespeare Company, qui lui conseille de venir à Londres. Il s'illustre alors sur les planches, interprétant au sein de la Royal Shakespeare Company des pièces telles que Volpone de Ben Jonson, Henry VIII de Shakespeare,
La Maison des cœurs brisés de George Bernard Shaw, ainsi que « Art » de Yasmina Reza, traduit par Christopher Hampton.
En 1977, il apparaît pour la première fois au cinéma dans It Shouldn't Happen to a Vet d'Eric Till. Il tourne dans d'autres films, interprétant des petits rôles dans des grosses productions telles que Superman 2, Les Chariots de feu ou Gandhi. Mais c'est son rôle de l'oncle Monty dans le film Withnail et moi, en 1987, qui le révèle au grand public britannique. Il est aussi connu pour ses nombreuses apparitions à la télévision. Il joue dans Hope & Glory, A Kind of Living, mais est surtout connu pour le rôle d'Henry Crabbe, un inspecteur désabusé, dans la série Pie in the Sky de 1994 à 1997.
En 2001, il devient connu à l'étranger en jouant Vernon Dursley, l'oncle d'Harry Potter dans Harry Potter à l'école des sorciers, rôle qu'il continue à tenir dans tous les autres films d'Harry Potter.
En 2004, il joue dans la pièce The History Boys d'Alan Bennett, ce qui lui permet de réaliser le rare doublé de gagner en 2006 le Tony Award du meilleur acteur dans une pièce (New York) et le Laurence Olivier Awards (Londres) du meilleur acteur. Toujours au théâtre, en 2007, il retrouve Daniel Radcliffe (Harry Potter) dans la pièce Equus de Peter Shaffer, jouant le rôle du psychiatre.
En 2008, il est fait Officier (Officer) de l'ordre de l'Empire britannique (OBE) pour sa carrière d'acteur, à l'occasion de la promotion du nouvel an.
En 2011, il joue dans d'autres grosses productions dans les rôles du Roi Georges II dans Pirates des Caraïbes : La Fontaine de jouvence et de Monsieur Frick dans Hugo Cabret.
De mai à juillet 2012, il joue dans la pièce The Sunshine Boys de Neil Simon aux côtés de Danny DeVito.

#### Image publique
Il est aussi connu pour ses coups de gueule contre la gêne occasionnée par les téléphones portables pendant les représentations, n'hésitant pas à s'arrêter en plein milieu d'une pièce pour crier sur un spectateur. En 2004, il fait même sortir de la salle un spectateur dont le portable avait sonné plusieurs fois.

### Vie privée

#### Couple
Il rencontre sa femme, Heather Gibson, en 1973, alors qu'ils jouent tous deux dans la pièce L'Éventail de Lady Windermere d'Oscar Wilde. Ils se marient en 1980 et n'ont pas d'enfants.

#### Poids
Jeune, il est très mince, et son médecin lui prescrit un médicament pour l'aider à prendre du poids. Malheureusement, ce traitement détruit sa glande pituitaire (hypophyse), glande qui joue un rôle dans le contrôle du poids.

#### Mort
Il meurt le 28 mars 2013 à Coventry, à l'âge de 65 ans, de complication à la suite d'une chirurgie cardiaque. Il est inhumé à la St. Mary The Virgin Churchyard.

## Théâtre
Avec la Royal Shakespeare Company
- 1977 : Le Songe d'une nuit d'été de William Shakespeare : Nick Bottom
- 1979 : Once in a Lifetime de Moss Hart et George S. Kaufman : George
- Volpone de Ben Jonson
- Henri VIII (Shakespeare) de William Shakespeare
- The White Guard

Autres
- L'Éventail de Lady Windermere d'Oscar Wilde
- La Maison des cœurs brisés de George Bernard Shaw
- La Vie de Galilée de Bertolt Brecht
- L'Homme qui vint dîner (The Man Who Came to Dinner) de Moss Hart et George S. Kaufman
- « Art » de Yasmina Reza
- Luther de John Osborne
- 2006 : The History Boys d'Alan Bennett : Hector (Broadhurst Theatre, Broadway) (création originale)
- 2008 - 2009 : Equus de Peter Shaffer : le psychiatre Martin Dysart (Gielgud Theatre, Londres; puis Broadhurst Theatre, Broadway) (reprise)
- 2012 : The Sunshine Boys de Neil Simon : Al Lewis (Savoy Theatre, Londres) (reprise)

## Filmographie

### Cinéma
- 1977 : It Shouldn't Happen to a Vet d'Eric Till : Sam
- 1980 : Breaking Glass de Brian Gibson : ingénieur studio
- 1980 : Superman 2 de Richard Lester : terroriste
- 1981 : Les Chariots de feu de Hugh Hudson : concierge de l'université de Caïus
- 1981 : La Maîtresse du lieutenant français de Karel Reisz : Sir Tom
- 1981 : Ragtime de Miloš Forman : le premier assistant de Delma
- 1982 : Britannia Hospital de Lindsay Anderson : le joyeux Bernie
- 1982 : Gandhi de Richard Attenborough : Collins
- 1984 : Gorky Park de Michael Apted : Anton
- 1984 : Greystoke, la légende de Tarzan de Hugh Hudson : capitaine Billings
- 1984 : Porc royal de Malcolm Mowbray : Henry Allardyce
- 1986 : Shanghai Surprise de Jim Goddard : Willie Tuttle
- 1987 : Withnail et moi de Bruce Robinson : Oncle Monty
- 1991 : King Ralph de David S. Ward : Duncan Phipps
- 1991 : Y a-t-il un flic pour sauver le président ? de David Zucker : professeur Meinheimer  / Earl Hacker
- 1992 : Blame It on the Bellboy de Mark Herman : Maurice Horton
- 1994 : Un ange gardien pour Tess de Hugh Wilson : Frederick
- 1995 : Funny bones, les drôles de Blackpool de Peter Chelsom : le maire de Blackpool
- 1999 : Sleepy Hollow de Tim Burton : le juge Samuel Philipse
- 2000 : Vatel de Roland Joffé : Dr Bourdelot
- 2001 : Harry Potter à l'école des sorciers de Chris Columbus : oncle Vernon Dursley
- 2002 : Harry Potter et la chambre des secrets de Chris Columbus : oncle Vernon Dursley
- 2004 : Stage Beauty de Richard Eyre : Sir Charles Sedley
- 2004 : Harry Potter et le Prisonnier d'Azkaban d'Alfonso Cuarón : oncle Vernon Dursley
- 2005 : Opa! d'Udayan Prasad : Tierrney
- 2006 : Venus de Roger Michell : Donald
- 2006 : History Boys de Nicholas Hytner : Hector
- 2007 : Harry Potter et l'Ordre du phénix de David Yates : oncle Vernon Dursley
- 2008 : Histoires enchantées d'Adam Shankman : Barry Nottingham
- 2010 : Jackboots d'Edward McHenry et Rory McHenry : Hermann Göring (voix)
- 2010 : Harry Potter et les Reliques de la Mort (partie 1) de David Yates : oncle Vernon Dursley
- 2011 : Pirates des Caraïbes : La Fontaine de jouvence de Rob Marshall : le roi Georges II
- 2011 : Hugo Cabret de Martin Scorsese : monsieur Frick
- 2012 : Private Peaceful de Pat O'Connor : le colonel
- 2013 : Il était temps de Richard Curtis : l’acteur principal de la pièce de théâtre

### Télévision

#### Séries TV
- 1974 : Crown Court : interprète (1 épisode)
- 1976 : When the Boat Comes In : P.C. Price (1 épisode)
- 1976 : The Expert : Ripley (1 épisode)
- 1978 : Regan : Ronnie Harries (1 épisode)
- 1980 : Cher Inspecteur : Sam Hooper
- 1982 : Minder : Derek Farrow (1 épisode)
- 1982 : Whoops Apocalypse : Premier Dubienkin (1 épisode)
- 1982 : Bird of Prey : Henry Jay (4 épisodes)
- 1982 : Bergerac : Jean-Pierre (1 épisode)
- 1984 : Bird of Prey 2 : Henry Jay (4 épisodes)
- 1986 : Boon : Sidney Garbutt (1 épisode)
- 1988 - 1990 : A Kind of Living : Trevor Beasley (15 épisodes)
- 1991 : Perfect Scoundrels : Phil Kirby (1 épisode)
- 1992 : El C.I.D. : Weatherby (1 épisode)
- 1992 : Bailey et Stark (The Good Guys) : Archie Phillips (1 épisode)
- 1993 : Inspecteur Morse : Canon Humphrey Appleton (1 épisode)
- 1993 : Lovejoy : Hans Koopman (1 épisode)
- 1994 - 1997 : Pie in the Sky : Henry Crabbe
- 1998 : Les Contes de Canterbury (The Canterbury Tales) : Saturn (1 épisode)
- 1998 : The Vicar of Dibley : l’évêque de Mulberry (1 épisode)
- 2000 : Gormenghast : Swelter (2 épisodes)
- 2000 : Hope and Glory : Leo Wheeldon (2 épisodes)
- 2002 : TLC : Mr. Ron (1 épisode)
- 2005 : Bleak House : Mr. Bayham Badger (2 épisodes)
- 2010 : National Theatre Live : Fitz / W.H. Auden (épisode The Habit of Art)
- 2011 : Episodes : Julian Bullard (1 épisode)
- 2012 : The Hollow Crown (mini-série) : duc de Bourgogne (1 épisode)

#### Téléfilms
- 1979 : Afternoon Off : M.. Turnbull (pièce de théâtre d'Alan Bennett)
- 1982 : The World Cup: A Captain's Tale : Sidney Barron
- 1987 : Casanova de Simon Langton
- 2002 : Jeffrey Archer: The Truth : William Stephen Whitelaw
- 2003 : The Brides in the Bath : Sir Edward Marshall-Hall
- 2007 : L'École de tous les talents de Sandra Goldbacher : oncle Matthew
- 2008 : A Muppets Christmas: Letters to Santa : le Père Noël

## Distinctions

### Récompenses
- 2006 : Tony Award du meilleur acteur dans une pièce - The History Boys
- 2006 : Laurence Olivier Awards du meilleur acteur - The History Boys

### Nominations
- 2003 : nommé au Phoenix Film Critics Society Awards de la Meilleure distribution - Harry Potter et la chambre des secrets
- 2007 : nommé au British Academy Film Award du meilleur acteur - History Boys
- 2007 : nommé au Chlotrudis Award du meilleur acteur dans un second rôle - History Boys
- 2007 : nommé au London Film Critics Circle d'Acteur de l'année - History Boys

## Voix françaises
- Michel Tugot-Doris dans :
  - Harry Potter à l'école des sorciers
  - Harry Potter et la Chambre des secrets
  - Harry Potter et le Prisonnier d'Azkaban
  - Harry Potter et l'Ordre du Phénix
  - Harry Potter et les Reliques de la Mort, partie 1

- Albert Augier dans
  - Y a-t-il un flic pour sauver le président ?
  - Méli-mélo à Venise

et aussi
- Jacques Ferrière dans Les Chariots de feu
- Jacques Deschamps dans Ragtime
- Joel Martineau dans Gandhi
- Mario Santini dans Gorky Park
- Philippe Dumat dans Shanghaï Surprise
- Jacques Ciron dans King Ralph
- Patrick Préjean dans Un ange gardien pour Tess
- Marc Dudicourt dans Vatel
- Jean-Pierre Moulin dans Stage Beauty
- Jean-Claude Sachot dans Histoires enchantées
- Michel Dodane dans Pirates des Caraïbes : La Fontaine de jouvence
- Charles Schneider dans Hugo Cabret
- Gérard Boucaron dans Il était temps